# پاپ سنتی
پاپ سنتی یا ترادیشنال پاپ (به انگلیسی: Traditional pop) اصطلاحی است که در موسیقی غربی در کنار اصطلاحاتی مثل پاپ استاندارد یا پاپ کلاسیک، برای اشاره به موسیقی پاپ پیش از راک‌اندرول به کار می‌رود. این اصطلاح به خصوص در اشاره به موسیقی میانه دهه ۵۰ میلادی کاربرد دارد. هر سال در جوایز گرمی، جایزه‌ای تحت عنوان «بهترین آلبوم صدایی پاپ سنتی» اعطا می‌شود. بیشترین تعداد این جوایز به تونی بنت، مایکل بوبله و ویلی نلسون اعطا شده‌است.

## نمونه آلبوم

### خارجی
- آره (Sì) از آندریا بوچلی
- عشق (Love) از مایکل بوبله

- استراست (Stardust) از ویلی نلسون